# Schalungsbauer
Schalungsbauer ist in Österreich ein Lehrberuf.

## Berufsbild
Der Schalungsbauer fertigt die im Beton-, Stahlbeton- oder Spannbetonbau erforderlichen Schalungen an. Er versieht sie mit den in der Regel vom Eisenbinder vorgefertigten Bewehrungen, baut den Beton ein, verdichtet ihn, schalt das abgebundene Betonteil wieder aus und behandelt dieses gegebenenfalls nach.  

## Situation in Österreich
Die Lehrzeit beträgt drei Jahre. Lehrlinge werden im dualen System ausgebildet. Nach Abschluss der Lehre und mit vollendetem 18. Lebensjahr kann die Meisterprüfung abgelegt werden. 